# PM10

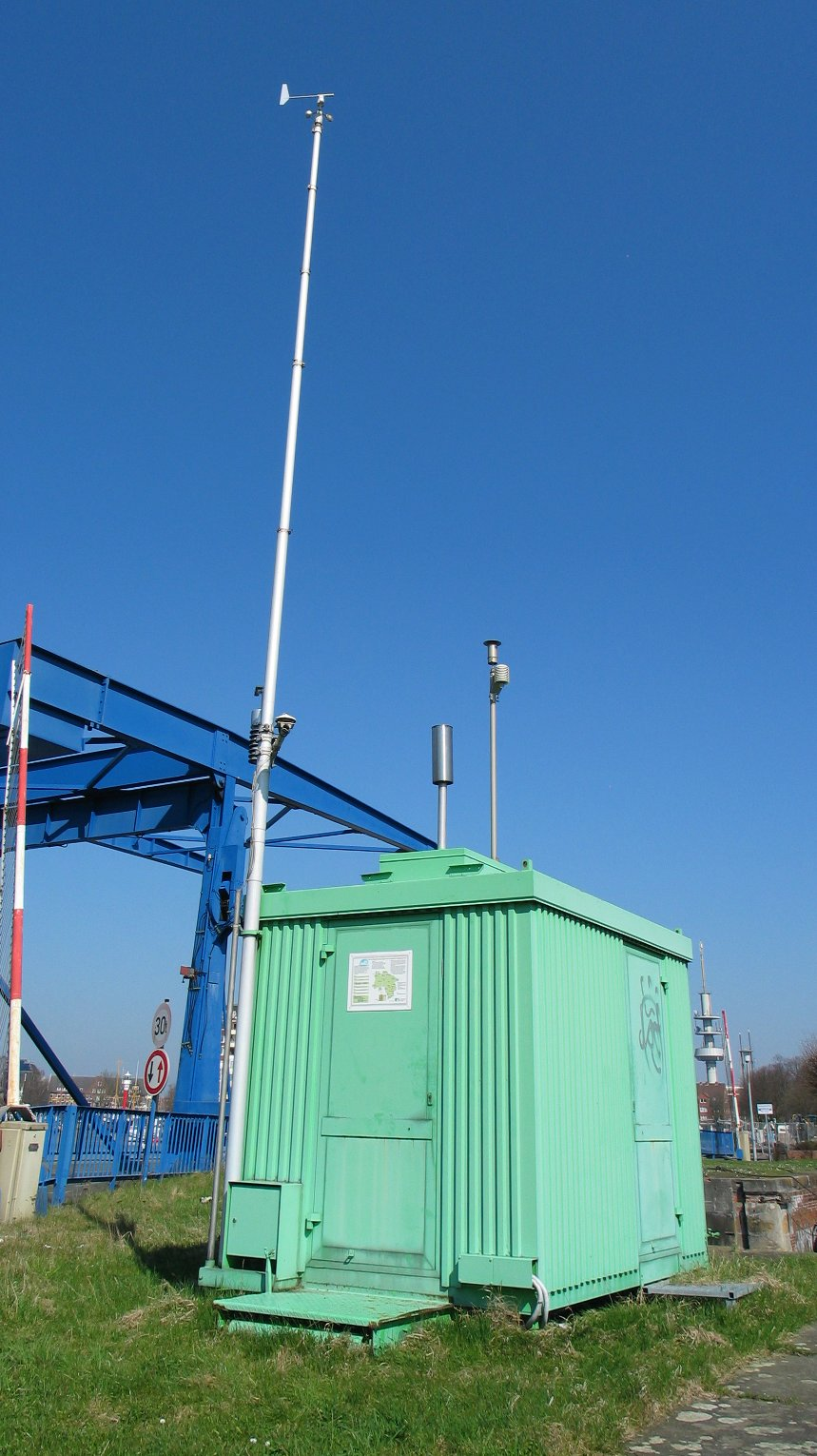
Unitat per mesurar la contaminació de l'aire, a Emden (Baixa Saxònia)

Les PM10 són petites partícules sòlides o líquides disperses a l'atmosfera, amb un diàmetre d'entre 2,5 i 10 µm. Estan formades principalment per compostos inorgànics com els silicats, aluminats i metalls pesants, així com material orgànic associat a partícules de carboni (sutge). El nom prové de material particulat (PM, en anglès: 'particulate matter') i de 10, la mida màxima de les partícules en micròmetres.
Les partícules poden ser de pols, cendra, sutge, partícules metàl·liques, ciment o pol·len.

## Fonts de PM_{10}

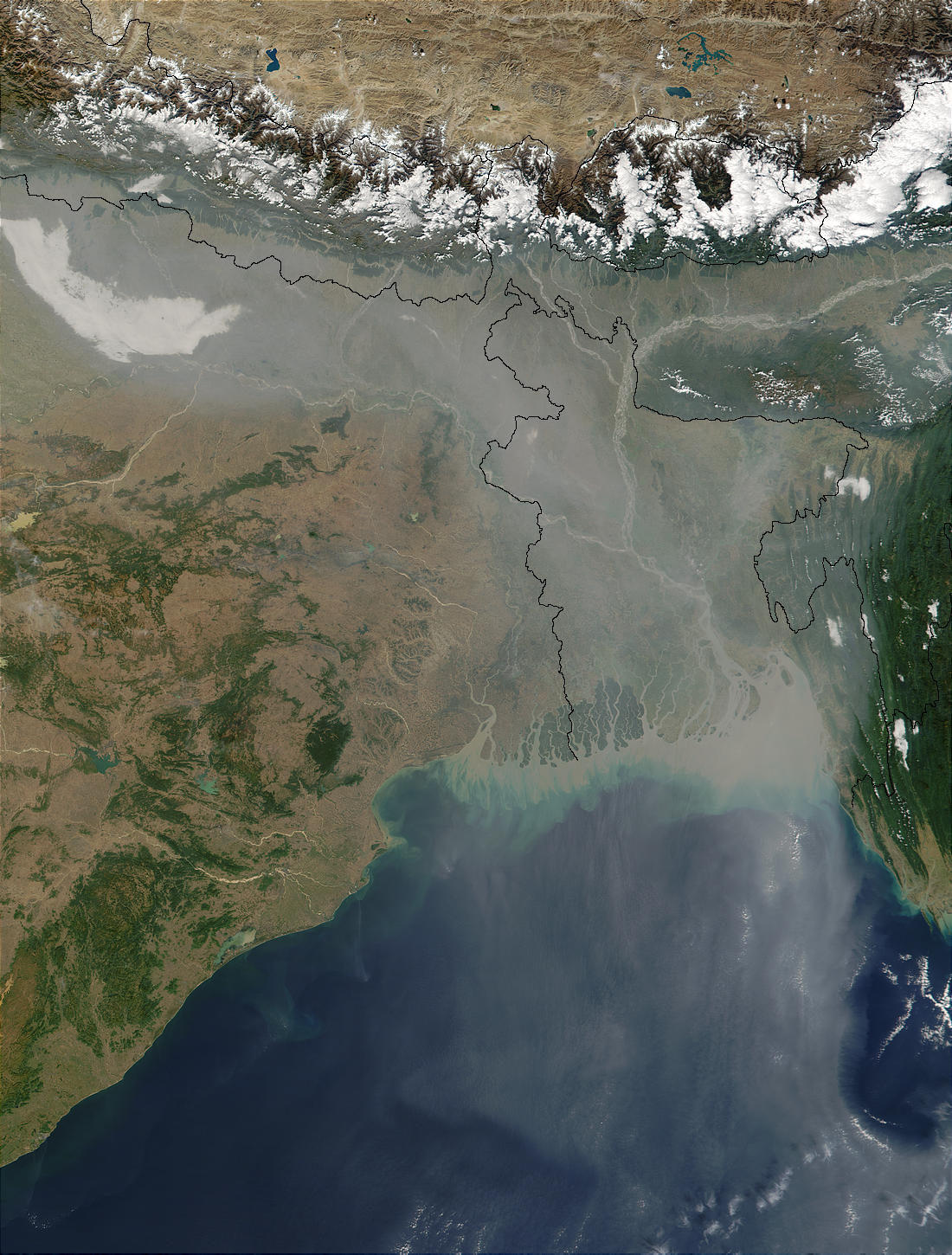
Partícules contaminants en suspensió, al nord-est de l'Índia i Bangladesh

## Efectes en la salut

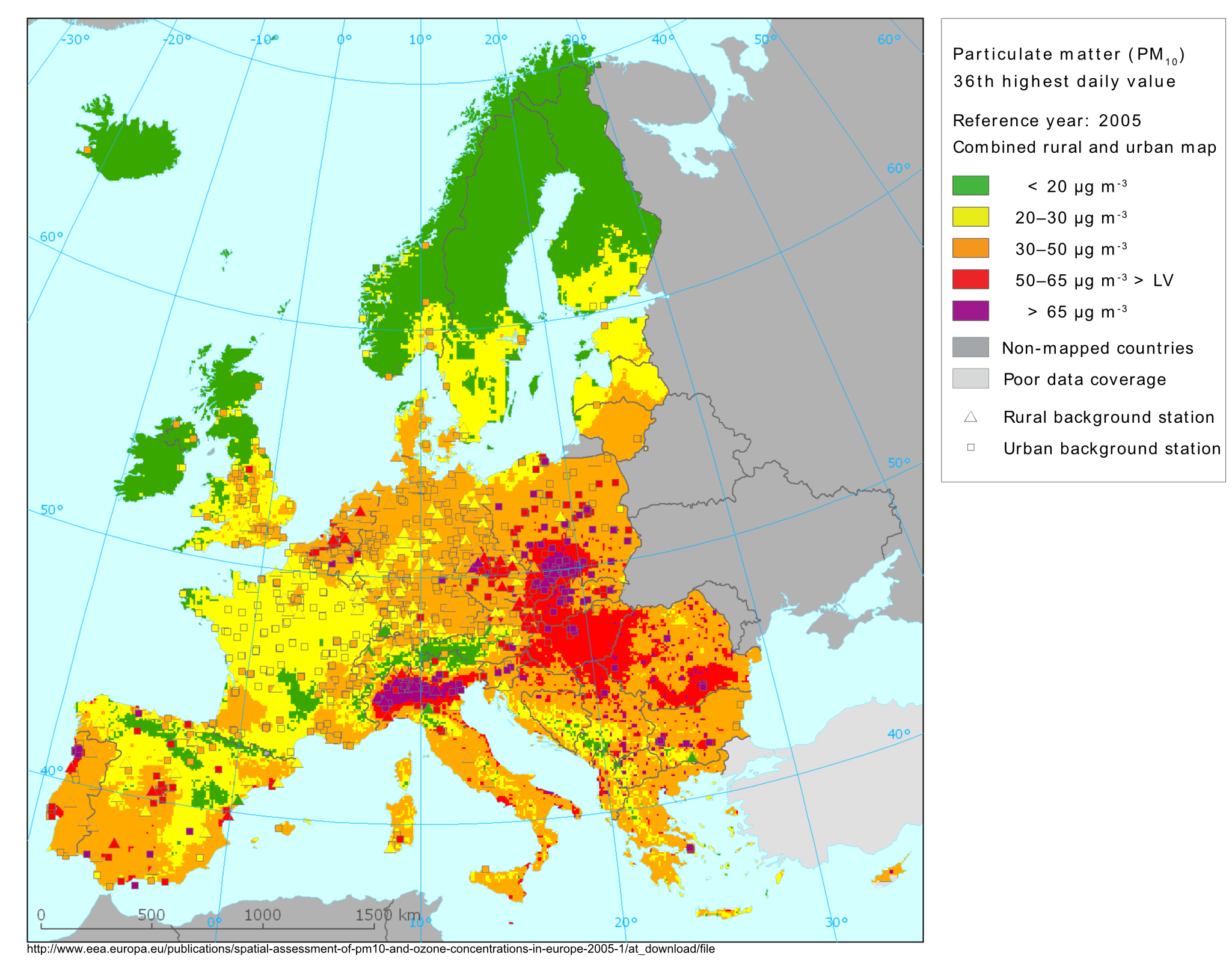
Nivells mitjans de PM_{10} a Europa